# Liste der Mitglieder der Slowenischen Akademie der Wissenschaften und Künste
Dies ist eine Liste der Mitglieder der Slowenischen Akademie der Wissenschaften und Künste:
| Inhaltsverzeichnis A B C Č D E F G H I J K L M N O P Q R S Š T U V W X Y Z Ž |

## A
- Lidija Andolšek-Jeras (1929–2003)
- Ivo Andrić (1892–1975)
- Mihailo Apostolski (1906–1987)
- Tatjana Avšič-Županc (* 1957)

## B
- Tadej Bajd (* 1949)
- Anton Bajec (1897–1985)
- Aleksander Bajt (1921–2000)
- Krešimir Balenović (1914–2003)
- Derek H. R. Barton (1918–1998)
- Milan Bartoš (1901–1974)
- Janez Batis (1919–2002)
- Mirko Bedjanič (1904–1976)
- Friedrich-Karl Beier (1926–1997)
- Aleksandar Belić (1876–1960)
- Alojz Benac (1914–1992)
- František Benhart (1924–2006)
- Arthur E. Bergles (1935–2014)
- Oton Berkopec (1906–1988)
- Emerik Bernard (1937–2022)
- France Bernik (1927–2020)
- Janez Bernik (1933–2016)
- France Bevk (1890–1970)
- France Bezlaj (1910–1993)
- Robert Blinc (1933–2011)
- Milan Bogdanović (1892–1964)
- Jože Bole (1929–1995)
- Matej Bor (1913–1993)
- Nikolaj A. Borisevič (1923–2015)
- Marja Boršnik (1906–1982)
- Ivan Brajdić (1924–2008)
- Vladislav Brajković (1905–1989)
- Ivan Bratko (* 1946)
- Savo Bratos (1926–2024)
- Rajko Bratož (* 1952)
- Matija Bravničar (1897–1977)
- Bogdan Brecelj (1906–1986)
- Matej Brešar (* 1963)
- Anton Breznik (1881–1944)
- Srečko Brodar (1893–1987)
- Josip Broz Tito (1892–1980)
- Miroslav Brzin (1923–1999)
- Zoran Bujas (1910–2004)
- Vaso Butozan (1905–1974)

## C
- Antonio Cardesa (* 1939)
- Henry R. Cooper (* 1946)
- Izidor Cankar (1886–1958)
- Emilijan Cevc (1920–2006)
- Stojan Cigoj (1920–1989)
- Johann Cilenšek (1913–1998)
- Dragotin Cvetko (1911–1993)

## Č
- Edhem Čamo (1909–1996)
- Franc Čelešnik (1911–1973)
- Bojan Čerček (* 1946)
- Avgust Černigoj (1898–1985)
- Bojan Čop (1923–1994)
- Vasa Čubrilović (1897–1990)

## D
- Mirko Deanović (1890–1984)
- Otto Demus (1902–1990)
- Aleksandar Despić (1927–2005)
- Jovan Djordjević (1908–1989)
- Branislav Djurdjev (1908–1993)
- Ilija Djuričić (1898–1965)
- Milan R. Dimitrijević (* 1931)
- Davorin Dolar (1921–2005)
- Metod Dolenc (1875–1941)
- Vinko V. Dolenc (* 1940)
- Lojze Dolinar (1893–1970)
- Matija Drovenik (1927–2015)
- Boris Drujan (1928–1991)
- Ejnar Dyggve (1887–1961)

## E
- Norbert Elsner (1940–2011)
- Igor Emri (* 1952)

## F
- Peter Fajfar (* 1943)
- Arnold Feil (1925–2019)
- Dušan Ferluga (* 1934)
- Janez Fettich (1921–2004)
- Alojzij Finžgar (1902–1994)
- Fran Saleški Finžgar (1871–1962)
- Kurt von Fischer (1913–2003)
- Aleksandar Flaker (1924–2010)
- Rudolf Flotzinger (* 1939)
- Derek C. Ford (* 1935)
- Franc Forstnerič (* 1958)
- Aldo Franchini (1910–1987)
- Ivo Frangeš (1920–2003)
- Branko Fučić (1920–1999)

## G
- Stane Gabrovec (1920–2015)
- Ivan Gams (1923–2014)
- Kajetan Gantar (1930–2022)
- Maksim Gaspari (1883–1980)
- Milovan Gavazzi (1895–1992)
- Leon Geršković (1910–1992)
- Ferdo Gestrin (1916–1999)
- Otto Franz Geyer (1924–2002)
- Gerhard Giesemann (1937–2021)
- Paul Gleirscher (* 1960)
- Velibor Gligorić (1899–1977)
- Josip Globevnik (* 1945)
- Matija Gogala (* 1937)
- Pavel Golia (1887–1959)
- Ljubo Golič (1932–2007)
- Wolfgang Gombocz (* 1946)
- Jože Goričar (1907–1985)
- Peter Gosar (1923–2022)
- Igor Grabec (* 1939)
- Anton Grad (1907–1983)
- Alojz Gradnik (1882–1967)
- Bogo Grafenauer (1916–1995)
- Ivan Grafenauer (1880–1964)
- Niko Grafenauer (* 1940)
- Stanko Grafenauer (1922–2010)
- Drago Grdenić (1919–2018)
- Irena Grickat-Radulović (1922–2009)
- Vill Grimič (1925–2016)
- Milan Grošelj (1902–1979)
- Franc Gubenšek (1937–2010)
- Branimir Gušić (1901–1975)
- Ludvik Gyergyek (1922–2003)

## H
- Dušan Hadži (1921–2019)
- Jovan Hadži (1884–1972)
- Stanislav Hafner (1916–2006)
- Erwin Hahn (1921–2016)
- Nikola Hajdin (1923–2019)
- Peter Handke (* 1942)
- Ljudmil Hauptman (1884–1968)
- Krsto Hegedušić (1901–1975)
- Milan Herak (1917–2015)
- Andrej Hieng (1925–2000)
- Matija Horvat (1935–2014)
- Lukas Hottinger (1933–2011)
- Tine Hribar (* 1941)

## I
- Miodrag Ibrovac (1885–1973)
- Ljudevit Ilijanić (* 1928)
- Svetozar Ilešič (1907–1985)
- Anton Ingolič (1907–1992)
- Andrej Inkret (1943–2015)
- Milka Ivić (1923–2011)
- Pavle Ivić (1924–1999)

## J
- Božidar Jakac (1899–1989)
- Rihard Jakopič (1869–1943)
- Franc Jakopin (1921–2002)
- Matija Jama (1872–1947)
- Drago Jančar (* 1948)
- Andrej Jemec (* 1934)
- Dimitrije Jovčić (1889–1973)
- Janko Jurančič (1902–1989)

## K
- Hans-Dietrich Kahl (1920–2016)
- Boris Kalin (1905–1975)
- Zdenko Kalin (1911–1990)
- Vinko Kambič (1920–2001)
- Stevan Karamata (1926–2015)
- Edvard Kardelj (1910–1979)
- Alan R. Katritzky (1928–2014)
- Roman Kenk (1898–1988)
- Taras Kermauner (1930–2008)
- Dušan Kermavner (1903–1975)
- Gabrijel Kernel (* 1932)
- Boris Kidrič (1912–1953)
- France Kidrič (1880–1950)
- Mile Klopčič (1905–1984)
- Matjaž Kmecl (* 1934)
- France Koblar (1889–1975)
- Vanda Kochansky-Devidé (1915–1990)
- Franjo Kogoj (1894–1983)
- Milček Komelj (* 1948)
- Blaže Koneski (1921–1993)
- Zoran Konstantinović (1920–2007)
- Marjan Kordaš (* 1931)
- Viktor Korošec (1899–1985)
- Božidar Kos (1934–2015)
- Gojmir Anton Kos (1896–1970)
- Janko Kos (* 1931)
- Milko Kos (1892–1972)
- Ciril Kosmač (1910–1980)
- Georg Kossack (1923–2004)
- Marko Kostrenčić (1884–1976)
- Alija Košir (1891–1973)
- Lojze Kovačič (1928–2004)
- Kajetan Kovič (1931–2014)
- Juš Kozak (1892–1964)
- Marjan Kozina (1907–1966)
- Venčeslav Koželj (1901–1968)
- Alojz Kralj (* 1937)
- Andrej Kranjc (1943–2023)
- Miško Kranjec (1908–1983)
- Jože Krašovec (* 1944)
- Stane Krašovec (1905–1991)
- Josef Kratochvíl (1909–1992)
- Miroslav Kravar (1914–1999)
- Ivo Krbek (1890–1966)
- Bratko Kreft (1905–1996)
- Ivan Kreft (* 1941)
- Gojmir Krek (alias Gregor Krek) (1875–1942)
- Uroš Krek (1922–2008)
- Leopold Kretzenbacher (1912–2007)
- Stanko Kristl (1922–2024)
- Gustav Krklec (1899–1977)
- Miroslav Krleža (1893–1981)
- Anton Kuhelj (1902–1980)
- Othmar Kühn (1892–1969)
- Filip Kalan Kumbatovič (1910–1989)
- Niko Kuret (1906–1995)
- Gorazd Kušej (1907–1985)
- Rado Kušej (1875–1941)
- Rudi Kyovsky (1906–2002)

## L
- Anton Lajovic (1878–1960)
- Abel Lajtha (1922–2024)
- Janez Lamovec (* 1941)
- Emmanuel Laroche (1914–1991)
- Reinhard Lauer (* 1935)
- Ivan Lavrač (1916–1992)
- Božidar Lavrič (1899–1961)
- Janko Lavrin (1887–1986)
- Lojze Lebič (* 1934)
- Henry Leeming (1920–2004)
- Jean-Marie Pierre Lehn
- Rado L. Lenček (1921–2005)
- Janez Levec (1943–2020)
- Florjan Lipuš (* 1937)
- Feliks Lobe (1894–1970)
- Janez Logar (1908–1987)
- Valentin Logar (1916–2002)
- Zdravko Lorković (1900–1998)
- Thomas Luckmann (1927–2016)
- Radomir Lukić (1914–1999)
- Franc Ksaver Lukman (1880–1958)
- Pavel Lunaček (1900–1955)

## M
- Milan Maceljski (1925–2007)
- Jože Maček (* 1929)
- Boris Majer (1919–2010)
- Desanka Maksimović (1898–1993)
- Sibe Mardešić (1927–2016)
- Mateja Matevski (1929–2018)
- Juraj Martinović (1936–2021)
- Milko Matičetov (1919–2014)
- Janez Matičič (1926–2022)
- Janez Matjašič (1921–1996)
- Ernest Mayer (1920–2009)
- Anne McLaren (1927–2007)
- Esad Mekuli (1916–1993)
- Anton Melik (1890–1966)
- Vasilij Melik (1921–2009)
- Janez Menart (1929–2004)
- Gian Carlo Menis (1927–2022)
- Eugene Mylon Merchant (1913–2006)
- Boris Merhar (1907–1989)
- Pavle Merkù (1927–2014)
- Kiril Micevski (1926–2002)
- Donald Michie (1923–2007)
- Mihajlo Lj. Mihajlović (1924–1998)
- Slavko Mihalič (1928–2007)
- France Mihelič (1907–1998)
- Milan Mihelič (1925–2021)
- Janez Milčinski (1913–1993)
- Lev Milčinski (1916–2001)
- Joseph Milič-Emili (1931–2022)
- Ivan Minatti (1924–2012)
- Zdravko Mlinar (* 1933)
- Jože Mlinarič (1935–2021)
- Andre Mohorovičić (1913–2002)
- Vojeslav Molé (1886–1973)
- Dušan Moravec (1920–2015)
- Leszek Moszyński (1928–2006)
- Karl Alexander Müller (1927–2023)
- Hermann Müller-Karpe (1925–2013)
- Matija Murko (1861–1952)
- Marjan Mušič (1904–1984)
- Marko Mušič (* 1941)
- Zoran Mušič (1909–2005)

## N
- Rajko Nahtigal (1877–1958)
- Wladimir Alexandrowitsch Negowski (1909–2003)
- Zdeněk Nejedlý (1878–1962)
- Robert Neubauer (1895–1969)
- Rudolf Neuhäuser (1933–2020)
- Jean Nicod (1923–2021)
- Kazimierz Nitsch (1874–1958)
- Jean Nougayrol (1900–1975)
- Franc Novak (1908–1999)
- Grga Novak (1888–1978)

## O
- Anton Ocvirk (1907–1980)
- Waclaw Olszak (1902–1980)
- Janez Orešnik (1935–2024)
- Karel Oštir (1888–1973)

## P
- Boris Pahor (1913–2022)
- Luko Paljetak (1943–2024)
- Dimitar Panteleev (1901–1993)
- Boris Paternu (1926–2021)
- Alfonz Paulin (1853–1942)
- Tone Pavček (1928–2011)
- Marijan Pavčnik (* 1946)
- Branko Pavičević (1922–2012)
- Todor Pavlov (1890–1977)
- Vladimir Pavšič (1913–1993)
- Márton Pécsi (1923–2003)
- Janez Peklenik (1926–2016)
- Slobodan Perović (1932–2019)
- Leonid Persianinov Semenovič (1908–1978)
- Anton Peterlin (1908–1993)
- Jože Pirjevec (* 1940)
- Leonid Pitamic (1885–1971)
- Jože Plečnik (1872–1957)
- Josip Plemelj (1873–1967)
- Mario Pleničar (1924–2016)
- Janko Pleterski (1923–2018)
- Boris Podrecca (* 1940)
- Jože Pogačnik (1933–2002)
- Livio Poldini (1930–2024)
- Janko Polec (1880–1956)
- Andrej Vladimirovič Popov (1939–2009)
- Ivan Potrč (1913–1993)
- Bogdan Povh (1932–2024)
- Vladimir Prelog (1906–1998)
- Stojan Pretnar (1909–1999)
- Dušan C. Prevoršek (1922–2004)
- Otto Prokop (1921–2009)
- Eugen Pusić (1916–2010)

## R
- Stanojlo Rajičić (1910–2000)
- Ivan Rakovec (1899–1985)
- Alfred Rammelmeyer (1910–1995)
- Fran Ramovš (1890–1952)
- Primož Ramovš (1921–1999)
- Zoran Rant (1904–1972)
- Chintamani Nages Ramachandra Rao (* 1934)
- Edvard Ravnikar (1907–1993)
- Alojz Rebula (1924–2018)
- Karl Heinz Rechinger (1906–1998)
- Ivan Regen (1868–1947)
- Jakob Rigler (1929–1985)
- Hans Rothe (1928–2021)
- Helmut Rumpler (1935–2018)
- Veljko Rus (1929–2018)

## S
- Harald Sæverud (1897–1992)
- Peter Safar (1924–2003)
- Marijan Salopek (1883–1967)
- Maks Samec (1881–1964)
- Pavle Savić (1909–1994)
- Ferdinand Seidl (1856–1942)
- Savin Sever (1927–2003)
- Roy Thomas Severn (1929–2012)
- Zorko Simčič (* 1921)
- Primož Simoniti (1936–2018)
- Jakov Sirotković (1922–2002)
- Uroš Skalerič (1945–2023)
- Janez Sketelj (* 1947)
- Petar Skok (1881–1956)
- Anton Slodnjak (1899–1983)
- Anica Sodnik-Zupanc (1892–1978)
- Anton Sovré (1885–1963)
- Lojze Luigi Spacal (1907–2000)
- Slavko Splichal (* 1947)
- Siniša Stanković (1892–1974)
- Jan Stankowski (1934–2009)
- Janez Stanonik (1922–2014)
- Branko Stanovnik (* 1938)
- Dimitrije Stefanović (1929–2020)
- France Stelé (1886–1972)
- Pavel Stern (1913–1976)
- Petar Stevanović (1914–1999)
- Erik Valdemar Stållberg (* 1936)
- Jože Straus (* 1938)
- Karl Stuhlpfarrer (1941–2009)
- Gabrijel Stupica (1913–1990)
- Franc Strle (* 1949)
- Ivo Supičić (* 1928)
- Gunnar Olaf Svane (1927–2012)
- Saša Svetina (* 1935)
- János Szentágothai (1912–1994)

## Š
- Tomaž Šalamun (1941–2014)
- Jaroslav Šašel (1924–1988)
- Rudi Šeligo (1935–2004)
- Alenka Šelih (* 1933)
- Alojz Šercelj (1921–2010)
- Jaroslav Šidak (1903–1986)
- Lucijan Marija Škerjanc (1900–1973)
- Milan Škerlj (1875–1947)
- Stanko Škerlj (1893–1975)
- Janko Šlebinger (1876–1951)
- Makso Šnuderl (1895–1979)
- Andrija Štampar (1888–1958)
- Lujo Šuklje (1910–1997)

## T
- Sergio Tavano (* 1928)
- Alois Tavčar (1895–1979)
- Igor Tavčar (1899–1965)
- Alan J. P. Taylor (1906–1990)
- Biba Teržan (* 1947)
- Lucien Tesniére (1893–1954)
- Henry Teune (1936–2011)
- Miha Tišler (1926–2021)
- Kosta Todorović (1887–1975)
- Nikita Iljič Tolstoj (1923–1996)
- Miha Tomaževič (* 1942)
- Rajko Tomović (1919–2001)
- Jože Toporišič (1926–2014)
- Rudolf Trofenik (1911–1991)
- Jože Trontelj (1939–2013)
- Anton Trstenjak (1906–1996)
- Drago Tršar (1927–2023)
- Dragica Turnšek (1932–2021)

## U
- Jože Udovič (1912–1986)
- Zlatko Ugljen (* 1929)
- Felix Unger (* 1946)
- Aleš Ušeničnik (1869–1952)

## V
- Sergej Ivanovič Vavilov (1891–1951)
- Lado Vavpetič (1902–1982)
- France Veber (1890–1975)
- Ivan Vidav (1918–2015)
- Josip Vidmar (1895–1992)
- Milan Vidmar (1885–1962)
- Sergij Vilfan (1919–1996)
- John Villadsen (1936–2021)
- Lojze Vodovnik (1933–2000)
- Mstislav V. Volkov (1923–1996)
- Vale Vouk (1886–1962)
- Anton Vratuša (1915–2017)
- Igor Vrišer (1930–2013)
- Dimitrije Vučenov (1911–1986)

## W
- John S. Waugh (1929–2014)
- Anton Wernig (* 1944)
- Frank Wollman (1888–1969)
- Karl Matej Woschitz (* 1937)
- Maks Wraber (1905–1972)

## Z
- Marijan Zadnikar (1921–2005)
- Franc Zadravec (1925–2016)
- Dane Zajc (1929–2005)
- Vilem Závada (1905–1982)
- Boris Ziherl (1910–1976)
- Ciril Zlobec (1925–2018)
- Robert Zorec (* 1958)
- Zinka Zorko (1936–2019)
- Črtomir Zupančič (1928–2018)
- Mitja Zupančič (* 1931)
- Rihard Zupančič (1878–1949)
- Fran Zwitter (1905–1988)

## Ž
- Boštjan Žekš (* 1940)
- Andrej O. Župančič (1916–2007)
- Oton Župančič (1878–1949)